# 7159 Bobjoseph
7159 Bobjoseph eller 1981 EN17 är en asteroid i huvudbältet som upptäcktes den 1 mars 1981 av den amerikanska astronomen Schelte J. Bus vid Siding Spring-observatoriet. Den är uppkallad efter Robert D. Joseph.
Asteroiden har en diameter på ungefär 4 kilometer.